# Wirtschaftssekretariat
Das Wirtschaftssekretariat (italienisch Segreteria per l’Economia, lateinisch Secretaria Sanctae Sedis rebus oeconomicis praeposita) ist eine Einrichtung der Römischen Kurie, das mit der Koordination der wirtschaftlichen und administrativen Angelegenheiten des Heiligen Stuhls und des Staates der Vatikanstadt betraut ist. Präfekt ist Maximino Caballero Ledo, der ex officio auch an den Sitzungen des Wirtschaftsrates teilnehmen darf.

## Gründung und Zweck
Papst Franziskus ordnete die Einrichtung des Sekretariats im Motu proprio Fidelis dispensator et prudens an, das am 24. Februar 2014 veröffentlicht wurde. Die heutige Festlegung seiner Aufgaben und Kompetenzen ist in der seit Pfingsten 2022 geltenden Apostolischen Konstitution Praedicate Evangelium geregelt. Es wird nach zwei Kardinalpräfekten inzwischen von einem Laien-Präfekten geleitet, der direkt dem Papst berichtet.
Es ist neben dem Staatssekretariat das zweite Dikasterium mit dem Namen Sekretariat, ein Hinweis auf seine relative Bedeutung im Vergleich zu anderen Teilen der Kurie.
Unter Berücksichtigung der vom Wirtschaftsrat getroffenen Festlegungen ist er für die wirtschaftliche Kontrolle und Überwachung der Institutionen des Heiligen Stuhls und des Staates Vatikanstadt sowie für die Umsetzung der Politik und der Verfahren im Bereich des Beschaffungswesens und der angemessenen Zuweisung der Humanressourcen verantwortlich.
Mit der Verabschiedung der Statuten am 22. Februar 2015 übertrug Papst Franziskus dem Wirtschaftssekretariat einige Kompetenzen, die zuvor der Ordentlichen Sektion für die Güterverwaltung des Apostolischen Stuhls (APSA) zugewiesen waren.
Die heutige Festlegung der Aufgaben und Kompetenzen ist in der seit Pfingsten 2022 geltenden Apostolischen Konstitution Praedicate Evangelium im Detail geregelt.

## Administration
Papst Franziskus berief George Pell, damals Erzbischof von Sydney, zum ersten Präfekten des Sekretariats. 2019 folgte ihm der spanische Jesuit Juan Antonio Guerrero Alves. Dieser trat am 30. November 2022 aus persönlichen Gründen ab, ihm folgt per 1. Dezember 2022 der bisherige Generalsekretär Maximino Caballero Ledo im Amt.
Am 3. März 2014 ernannte der Papst Monsignore Alfred Xuereb zum ersten Sekretär des Sekretariats. Am 22. März ernannte Papst Franziskus Brian Ferme, einen in Großbritannien geborenen Juristen und Leiter der St. Pius X. Fakultät für Kirchenrecht in Venedig, als ersten Prälat Sekretär des Rates, der das Sekretariat betreut. Generalsekretär des Wirtschaftssekretariats war seit dem 4. August 2020 bis zu seiner Ernennung zum Präfekten der spanische Ökonom Maximino Caballero Ledo. Zu seinem Nachfolger ernannte der Papst am 1. Februar 2024 den ebenfalls aus Spanien stammenden Ökonomen Benjamín Estévez de Cominges, der zuvor seit 2021 im Dikasterium für die Evangelisierung tätig gewesen war.
Der Sitz des Sekretariats befindet sich im Torre San Giovanni (deutsch: Johannesturm) in den Vatikanischen Gärten.